# Muzeum Archeologiczne w Stambule

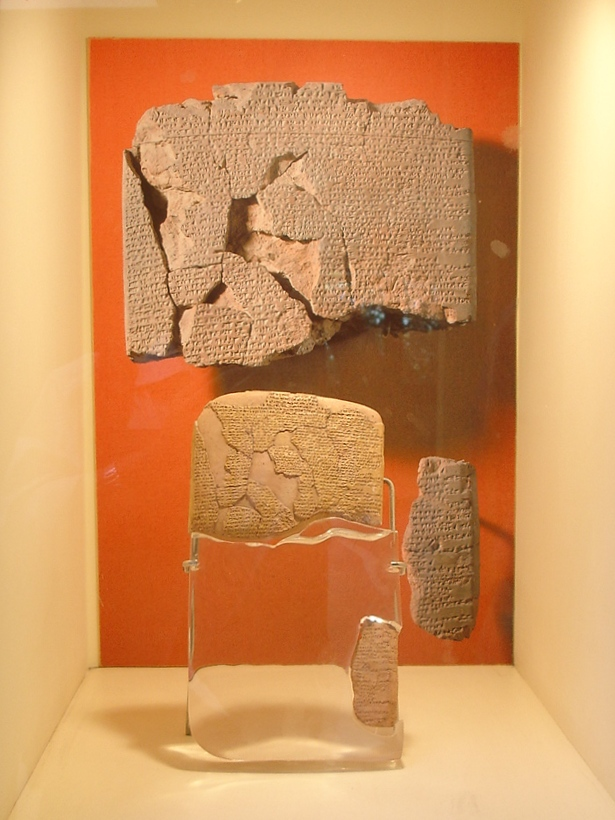
Układ z Kadesz

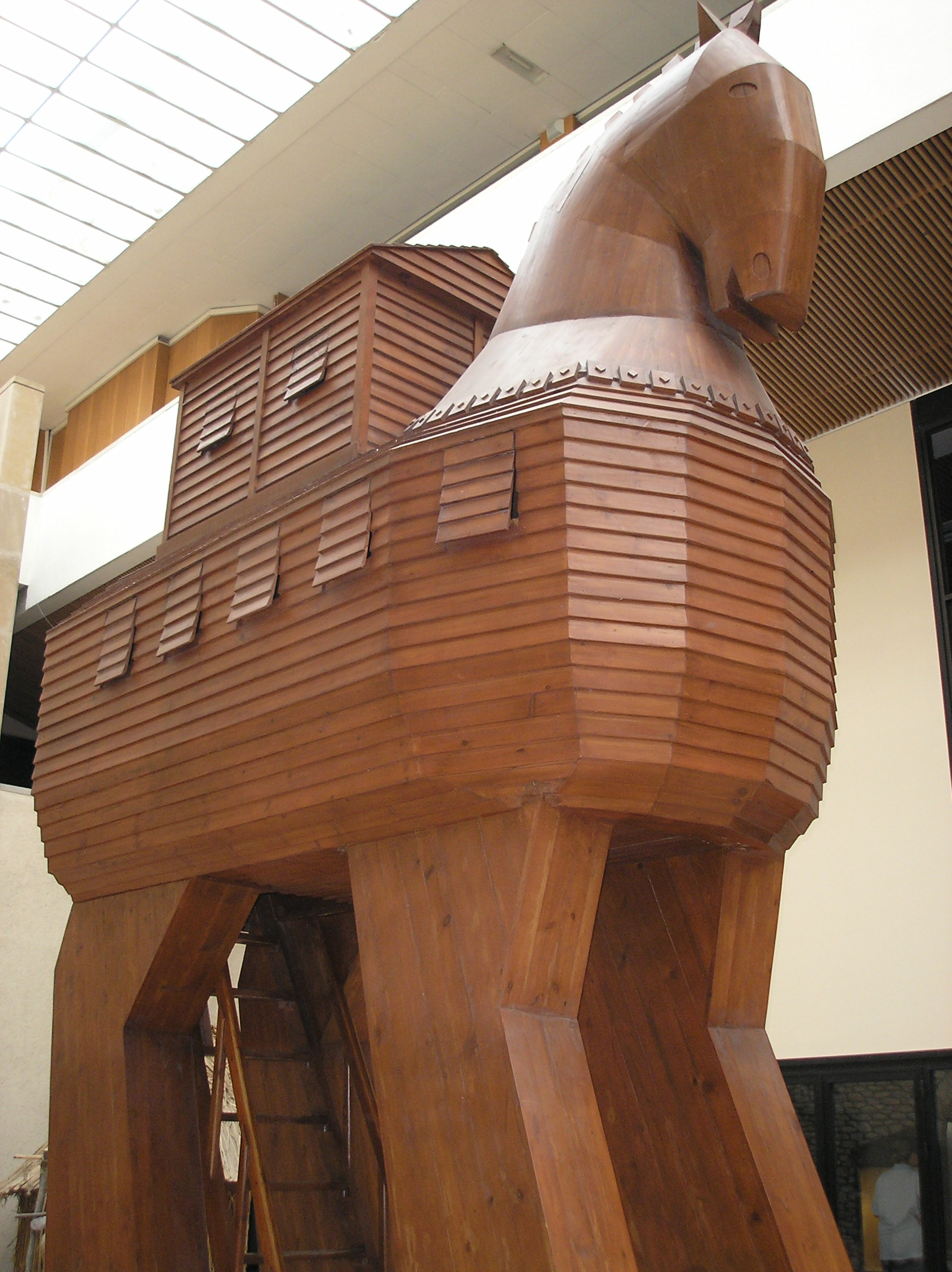
Wyobrażenie konia trojańskiego w Muzeum

Muzeum Archeologiczne (tr İstanbul Arkeoloji Müzeleri) – muzeum znajdujące się w Stambule w dzielnicy Eminönü, w pobliżu Parku Gülhane i pałacu Topkapı.
Kompleks muzeum składa się z trzech działów: Muzeum Starożytnego Wschodu, Pawilonu fajansowego oraz Muzeum Dzieł Starożytnych.

## Muzeum Starożytnego Wschodu
Znajdują się tu dzieła ludów azjatyckich, pochodzące z Egiptu, Anatolii, Mezopotamii.

## Pawilon fajansowy
Został ufundowany w 1466 przez sułtana Mehmeta II i jest to jedna z najstarszych części pałacu Topkapı. W czasach Imperium osmańskiego był on wykorzystywany jako miejsce zabaw. Od 1967 znajdują się tu dzieła sztuki ceramicznej tureckiej i islamskiej.

## Muzeum Dzieł Starożytnych
Powstało w 1891. Wystawione prace pochodzą z okresu starożytnej Grecji i Rzymu. W ogrodzie i w salach wystawienniczych umieszczono posągi, sarkofagi i płaskorzeźby. Znajduje się tu ponad pół miliona monet greckich, rzymskich i bizantyjskich, oraz pochodzących z krajów islamskich. Również popiersia, biżuterię. Eksponaty uporządkowane są chronologicznie lub tematycznie.
Znajduje się tutaj między innymi:
- Sarkofag Aleksandra.
- tablica upamiętniająca pokój zawarty po bitwie pod Kadesz pomiędzy Egiptem a państwem Hetytów.
- elementy z Wielkiego Ołtarza Zeusa (pergameńskiego ołtarza)
- płytki z babilońskiej Bramy Isztar
- lew pochodzący z Mauzoleum w Halikarnasie uważanego w starożytności za jeden z cudów świata.
- głowa węża z Kolumny Wężowej w Stambule.